# Catatua-das-salomão
Cacatua-das-salomão  (Cacatua ducorpsii ) é uma espécie de cacatua endémica do arquipélago das Ilhas Salomão. Esta pequena cacatua branca é maior que a cacatua Tanimbar corella, mas menor que a cacatua guarda-chuva . A espécie é comum na maior parte das Ilhas Salomão, ausente apenas em Makira, no sul. Habita florestas tropicais de várzea, florestas secundárias, áreas desmatadas e jardins.

## Descrição
A cacatua-das-salomão tem cerca 30 cm de comprimento e são predominantemente brancas. Têm um anel de olho azul e uma crista reclinada que se assemelha a uma vela em seu estado elevado. Como outros membros do subgênero Licmetis, têm um bico pálido.

## Distribuição e população
A cacatua-das-salomão é abundante em todas as ilhas do arquipélago, exceto Makira e ilhas vizinhas. Ornitólogos estimam que a ave tenha uma população de cerca de 100 mil aves individuais. Foi listada como  pouco preocupante pela União Internacional para a Conservação da Natureza.

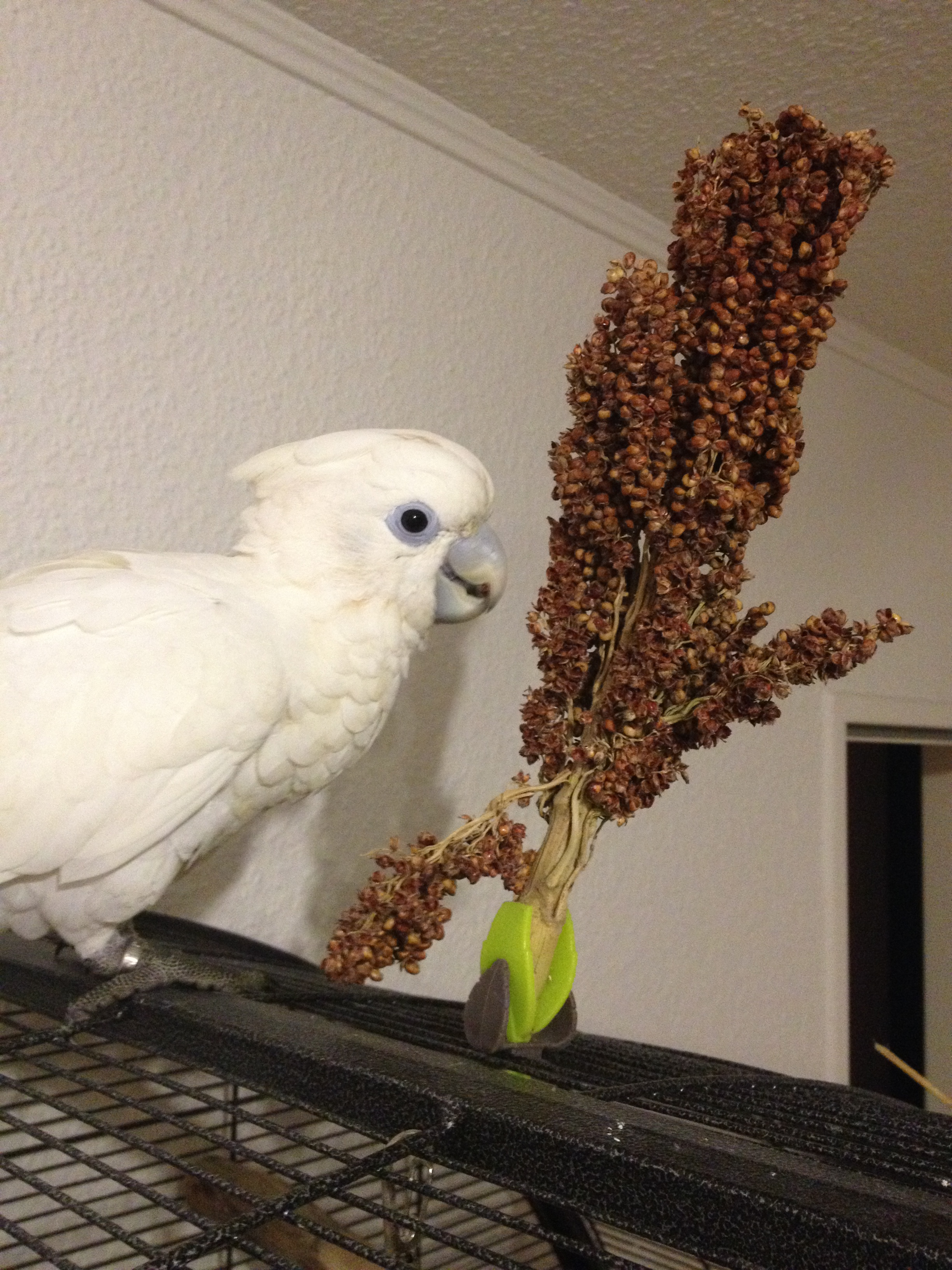
Cacatua-das-salomão em um painço Dari

## Reprodução
A cacatua-das-salomão nidifica em cavidades de árvores. Os seus ovos são brancos e geralmente cada ninhada é composta por dois ovos. Os ovos são incubados durante cerca de 25 dias e os filhotes deixam o ninho 62 dias após a eclosão. Aves selvagens geralmente se reproduzem de julho a setembro.